# Catedral de Bourges

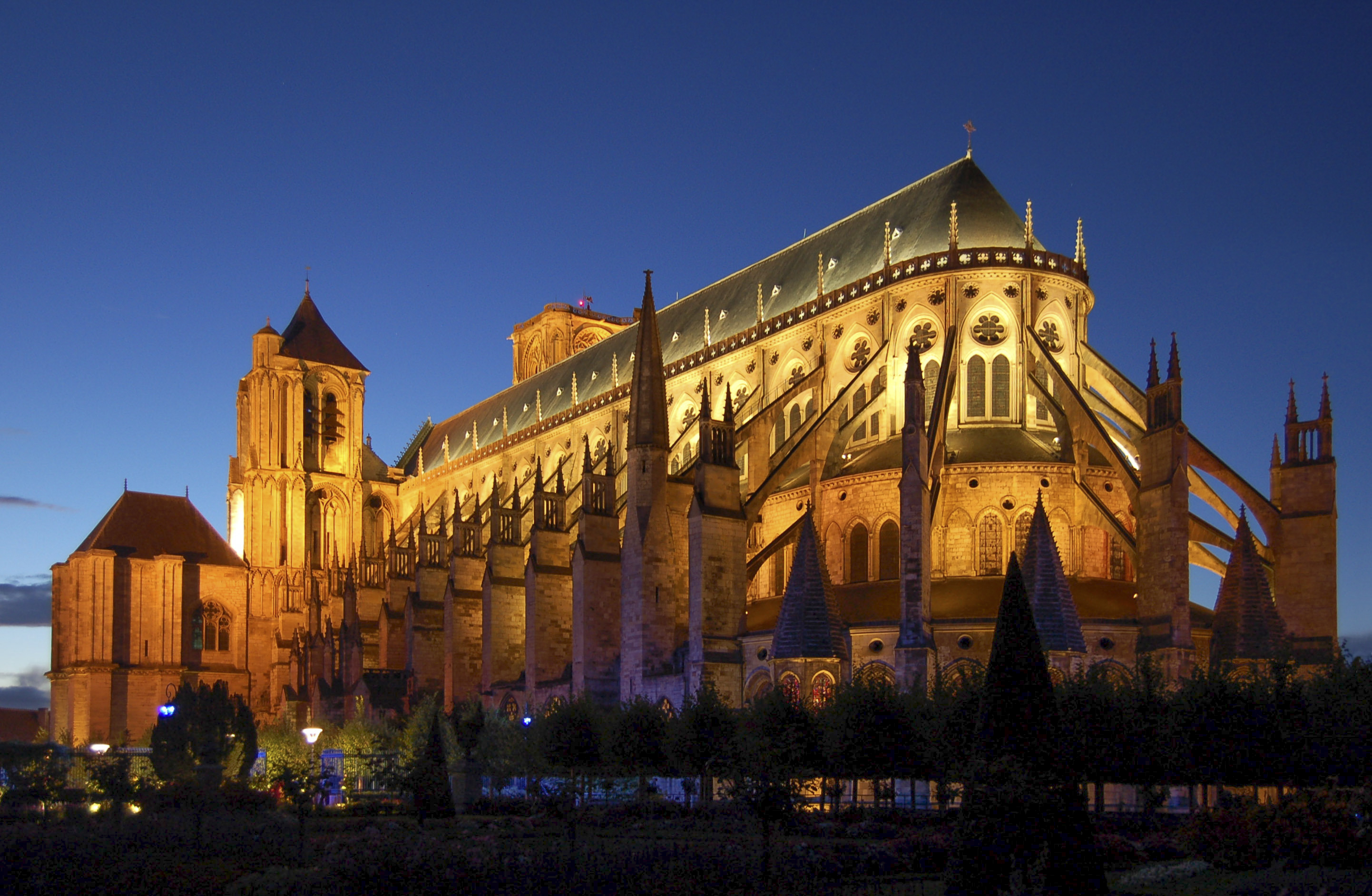
La catedral de noche.

La catedral de Saint-Étienne de Bourges es la sede de la diócesis de Bourges (departamento del Cher y del Indre). Considerada como una de las joyas del arte gótico francés, su construcción se inició en 1195 y se alargó hasta finales del siglo XIII, para ser finalmente consagrada el 13 de mayo de 1324. Como todas las iglesias construidas antes de la separación Iglesia-Estado, pertenece al Estado francés. Desde 1862 está clasificada como monumento histórico.
Su diseño único, su tímpano, esculturas y vitrales son particularmente destacables. Admirable por sus proporciones y la unidad de su concepción, es un testimonio fehaciente, que va más allá de su belleza arquitectónica, de la pujanza del cristianismo de la Francia medieval. El estilo precursor de esta catedral constituyó un ejemplo excepcional para la arquitectura gótica. Ignorada durante mucho tiempo se distingue, no obstante, de todas las demás catedrales, sin tener nada que envidiar al prestigio de que gozan las catedrales de Reims, Chartres o París.
Esta catedral fue inscrita en diciembre de 1992 en la lista del Patrimonio de la Humanidad de la Unesco. Durante el examen de evaluación llevado a cabo para decidir su eventual inscripción como monumento en tanto que bien cultural, la comisión de la Unesco puso de manifiesto que la catedral de Bourges significó un hito de gran importancia en el desarrollo de la arquitectura gótica además de constituirse en un símbolo de la potencia de la religión cristiana en la Francia de la Edad Media.[cita requerida] Además de estas cualidades fundamentales, destaca su impresionante belleza debida a la gestión magistral de un espacio de proporciones armoniosas y de una decoración de la más alta cualidad.{{

## Historia
Se tiene constancia de que, en el lugar donde hoy se encuentra la catedral de Bourges, existió un centro de culto cristiano en el siglo III cuando la ciudad romana de Avaricum protegía a la primera comunidad cristiana de la Galia. En el mismo lugar se construyeron, sucesivamente, cuatro edificios: dos criptas monumentales fueron erigidas por San Ursino en el siglo III; otra por el arzobispo Saint Palais en el siglo IV, y otra por el arzobispo Raul de Turenne en el siglo IX. Gozlin, arzobispo de sangre real (hermano de Roberto el Piadoso) fue el constructor de la primera catedral románica a principios del siglo XI. No se tienen datos concretos de dicha catedral románica.
En 1195, un año después del gran incendio que destruyó la catedral románica de Chartres e impulsó la construcción allí de la nueva catedral gótica que hoy se conserva, el arzobispo de Bourges, Henri de Sully (hermano de Eudes de Sully, obispo de París), hizo una donación al capítulo de la catedral de Bourges. Esta donación constituiría el punto de partida para la construcción de una nueva catedral también en Bourges, que, como en Chartres, sustituiría a la antigua catedral románica. 
Bourges, ciudad real desde 1100, estaba situada, en aquella época, al límite sur del dominio real, a muy pocas leguas de la Aquitania, posesión inglesa por aquel entonces. Por otra parte, el arzobispo de Bourges ostentaba el título de Primado de Aquitania, por lo que su autoridad, en ocasiones puesta en duda, se extendía hasta Burdeos.
La nueva catedral fue el primer edificio gótico que se construyó al sur del río Loira, siendo su trascendencia sumamente importante tanto para el prestigio del rey de Francia como para el del propio arzobispo. Insignia del dominio de los capetos en el mediodía de Francia, la catedral de Saint-Étienne de Bourges tenía que ser única en su concepción. Fue entonces cuando se decidió llevar a cabo la construcción de un edificio de gran envergadura comparable a Nuestra Señora de París, en la que se incluyeron algunas innovaciones.
Para conseguir esto, fue preciso construirla fuera de las viejas murallas que rodeaban el recinto galo-romano extendiéndose hasta las fosas. Para salvar el desnivel existente fue preciso construir un basamento que anticipaba, exactamente, el plano de la cabecera. Es la denominada iglesia baja y a la que, equivocadamente, se le llama la cripta.
En 1195 se empezó la construcción de la catedral, tan solo un año después de iniciarse la también gótica catedral de Chartres. En 1214 la mitad del edificio estaba casi acabado (un poco más del coro actual).
El diseño de la nueva catedral era sencillo, pero muy armonioso. Se trata de una forma de basílica con diferentes capillas que rodean la nave central. Lo que la convierte en un edificio destacable es la perspectiva de los muros laterales y la unidad del espacio interior. En un principio, el arzobispo Henri de Sully pareció haberse inspirado en los planos de Nuestra Señora de París; pero, al morir éste en 1199, su sucesor, el arzobispo Guillaume de Dangeon, antiguo abad cisterciense, se implicó de manera importante en el desarrollo de la cantería y en la definición del programa iconográfico. El fallecimiento de Guillaume en 1209 seguido casi de inmediato por su canonización, provocó una afluencia de donaciones procedentes tanto de los feligreses como de los peregrinos.
Tras una interrupción de unos doce años, en 1225 se reemprendió la segunda parte de la construcción (la parte principal de la nave y la fachada occidental), trabajos que prosiguieron hasta 1230, año en el que se dio por terminada la obra principal.
Después, los trabajos de la fachada fueron efectuados con más lentitud. En 1313 fue preciso apuntalar la torre sur, en la que habían aparecido algunas fisuras, implantando en ella un enorme pilar de seguridad. Debido a la inseguridad de la torre, resultó imposible el incorporar, a la misma, el campanario, lo que motivó que ésta fuera conocida como la torre sorda. Se prosiguieron los trabajos de consolidación de la fachada y de la torre norte que, en el momento de la consagración de la catedral el 13 de mayo de 1324 estaba sin acabar.
Los arquitectos que precedieron al Maestro de Bourges (de los que se desconoce el nombre), supieron preservar la coherencia y la aparente simplicidad del proyecto. La ausencia del transepto contribuye al efecto unitario del espacio.
La torre norte se desplomó el 31 de diciembre de 1506. Fue reconstruida entre 1508 y 1542, en armonía con la fachada gótica, aunque se incorporaron algunos elementos decorativos renacentistas. Es conocida como la torre de mantequilla ya que la misma fue financiada, en parte, por las sumas aportadas por los feligreses que fueron dispensados del ayuno perceptivo durante la Cuaresma.
Durante las guerras de religión, en 1562, Bourges fue dominada por los protestantes y las esculturas de la catedral quedaron gravemente dañadas.

## El exterior

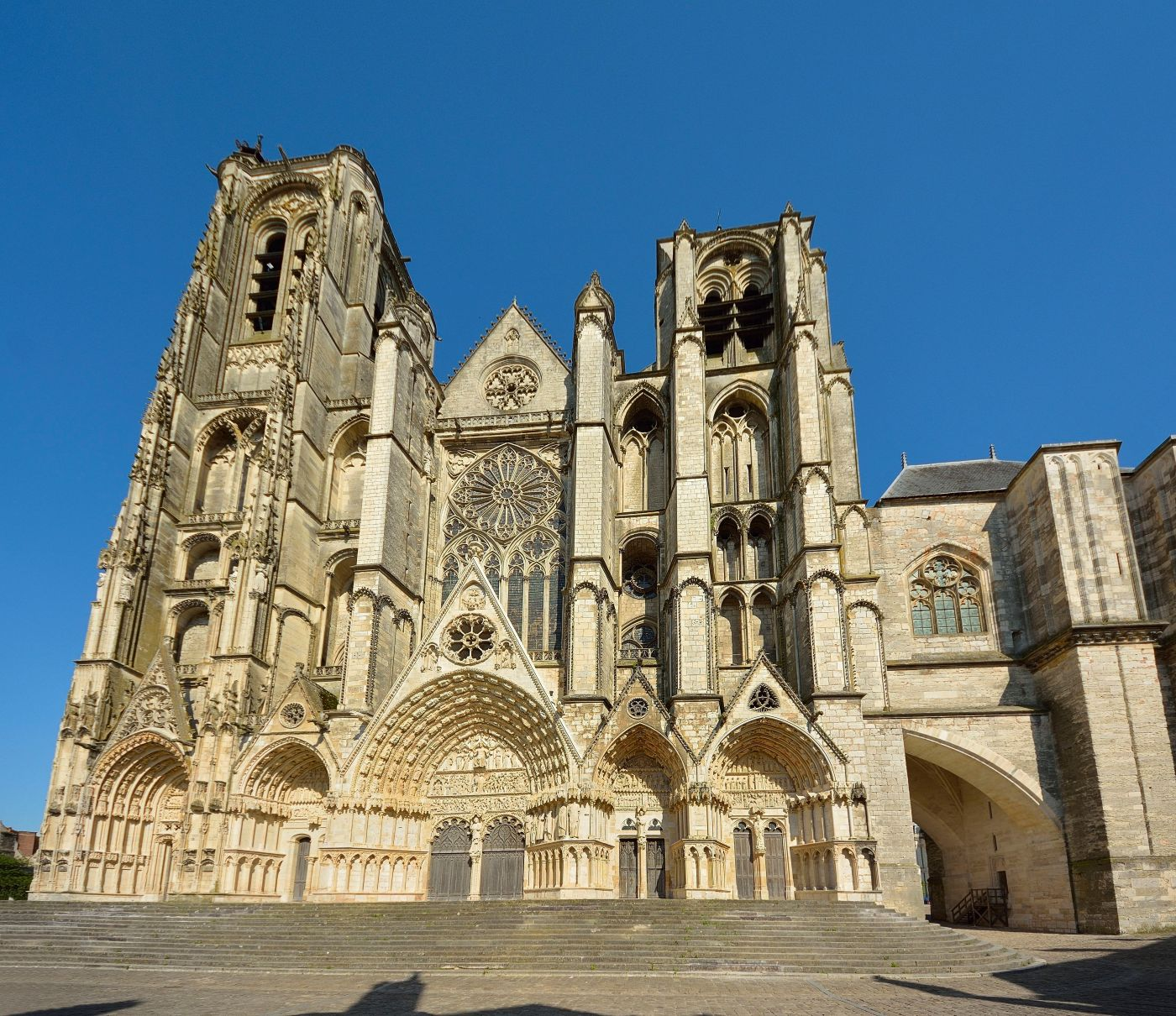
Fachada occidental.

La fachada occidental es la más amplia de todos los edificios góticos de Francia, con más de 40 metros. TIene cinco pórticos de doble puerta que corresponden a las cinco naves. Las esculturas son realmente magníficas. El pórtico central está impresionantemente decorado con la escena del Juicio Final.
Desde el punto de vista arquitectónico, Bourges influyó notablemente en la concepción de otras catedrales europeas: La catedral de París (construida anteriormente, pero cuya bóveda se realizó después del éxito que obtuvo una innovación técnica llevada a cabo en Bourges: el arco arbotante o contrafuerte), la de Le Mans, la de Coutances, o la de Toledo. Estos arbotantes o contrafuertes tienen una extraordinaria inclinación para salvar el enorme desnivel existente entre la altura de la nave central y los laterales.
Asimismo llama la atención el complicadísimo reloj astronómico diseñado en 1424 por el astrónomo Jean Fusoris y decorado por Jean Grangier.

## El interior

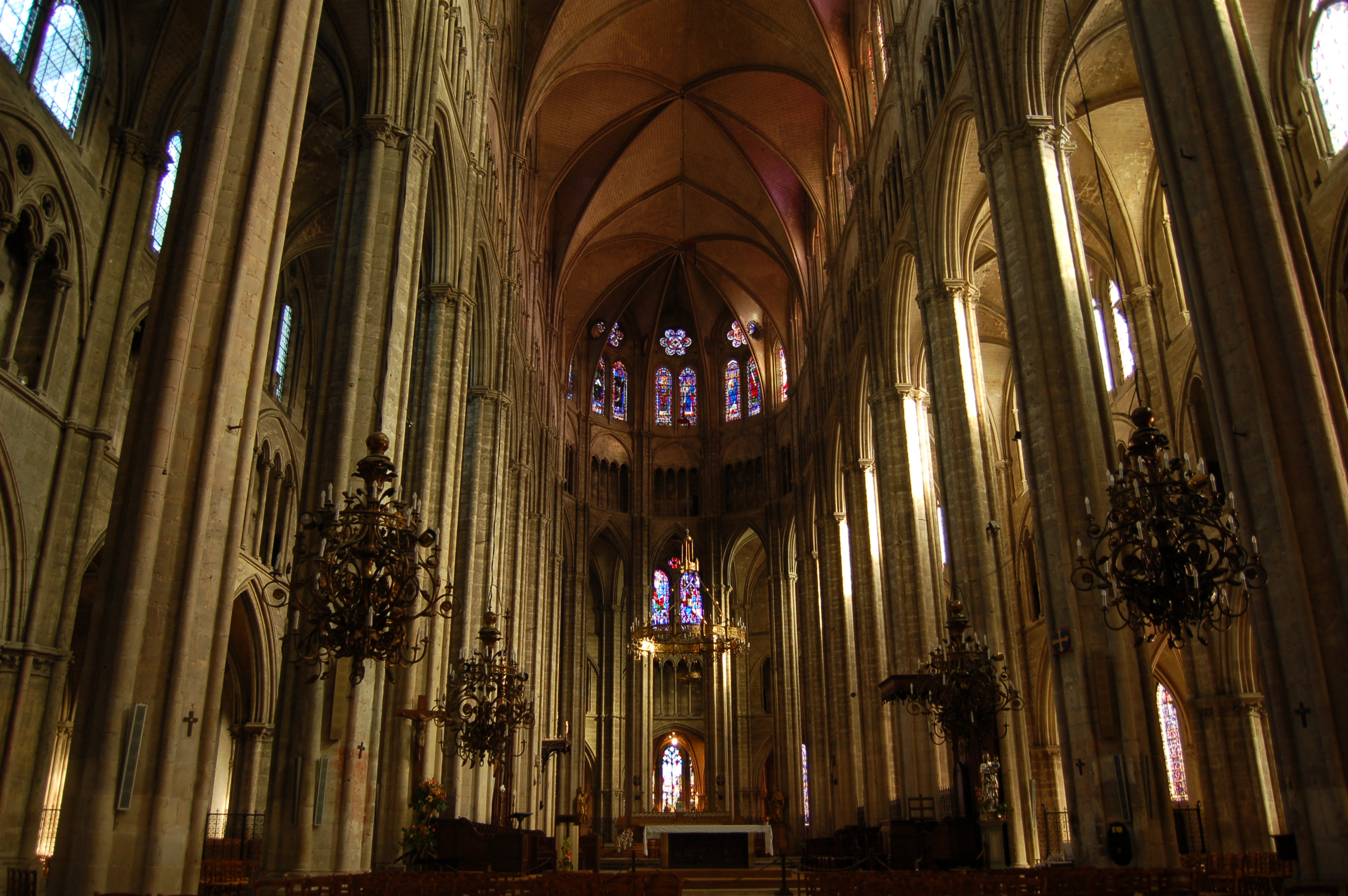
Interior de la catedral de Bourges.

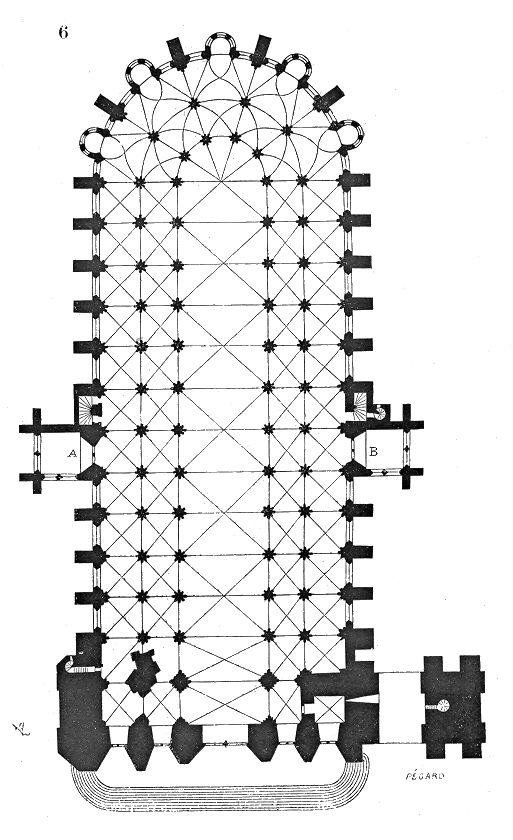
La catedral de Bourges tiene la particularidad de carecer de transepto.

La catedral de Bourges sorprende tanto por la ausencia del transepto como por la de sus dobles laterales. Esta particularidad ofrece una perspectiva longitudinal continua que la incorporación de un transepto, en otras construcciones, suele entorpecer. El corte transversal ofrece un perfil piramidal. Esta original disposición posibilita un volumen unificado.

### Los vitrales
El inmenso conjunto de vitrales de libros de luz, ilustran la enseñanza de la Iglesia: la vida de los santos y de los mártires, las corporaciones de oficios. La mayor parte de ellos proceden del siglo XIII. En el siglo XVI se añadieron nuevas vidrieras, realizadas por el artista berruyer (gentilicio de los habitantes de Bourges) Jean Lecuyer. Las capillas laterales de los siglos XV al XVII están decoradas con vidrieras que subvencionaron las familias notables de Bourges: Tullier, J. Cor, Montigny…

### Cripta
La cripta fue construida a finales del siglo XII. Alberga la estatua, en mármol blanco, del duque de Berry, que es el único vestigio que queda de lo que fue un grandioso mausoleo. Destaca, asimismo, el friso de la galería y de la Inhumación.
Posteriormente han sido descubiertas unas interesantes pinturas murales que datan del siglo XV.

## El órgano
A principios del siglo XV se menciona un órgano en la catedral que se reemplazó por otro instrumento en 1487. Se instaló otro órgano más pequeño sobre la puerta norte, en un recodo del triforio. En 1506 coexistían, por tanto, dos órganos: el grande y el pequeño. El día de Pentecostés de 1599 un incendio devastó la carcasa de los laterales y se quemó el órgano pequeño.
En julio de 1598 el ebanista Jean Pinardeau construyó la original y bonita tribuna que hay actualmente y añadió las dos torretas que soportan los tubos de pedal de 32 pies. La inauguración de este nuevo órgano tuvo lugar el 18 de enero de 1599.
Durante la Revolución francesa el obispo ordenó utilizar dicho órgano en todas las ceremonias civiles, consiguiendo, de este modo, salvarlo de la destrucción.
Entre los años 1818 y 1821 se llevaron a cabo los trabajos de la restauración del mismo.
El 18 de diciembre de 1855 se recibió un órgano de coro construido por la Casa Ducroquet, que se inauguró el 30 de octubre de 1860 a manos del organista de la catedral Jules Boissier-Durán. En 1924 Joseph Rickenbach instaló una tracción electroneumática y añadió 17 registros nuevos.
En 1985 se firmó un contrato con la casa Alfred Kern&Hijos, para llevar a cabo la restauración del órgano, junto con Pierre Lebouteux, arquitecto de monumentos históricos. El objetivo era el de devolver al instrumento su carácter histórico. Daniel Kern dirigió los trabajos y volvió a la concepción inicial de los factores Joly-Cauchois para el Gran Órgano. El tercer teclado recitativo retomó los juegos de Dallery. Un tercio de la cañonada data del siglo XVII, y el cuarto teclado de eco es nuevo, y se le devolvió su color original al aparador.
El nuevo órgano fue inaugurado el domingo 18 de mayo de 1986.